# Angelo Taylor
Angelo Taylor (* 29. Dezember 1978 in Albany, Georgia) ist ein US-amerikanischer Leichtathlet. Er ist dreifacher Weltmeister und dreifacher Olympiasieger.

## Karriere
Taylors Karriere als 400-Meter-Hürdenläufer begann Ende der 1990er Jahre. Bei seinen ersten Weltmeisterschaften 1999 in Sevilla gewann er mit der 4-mal-400-Meter-Staffel der Amerikaner die Goldmedaille. Diesen Erfolg konnte er bei den Weltmeisterschaften 2001 wiederholen.
Als weltjahresbester Hürdenläufer fuhr er 2000 zu den Olympischen Spielen in Sydney und gewann in einem denkwürdigen Finale mit nur drei Hundertstelsekunden Vorsprung die Goldmedaille. Außerdem gewann er mit der US-Staffel Gold über 4-mal 400 Meter. Mit diesem Erfolg begann seine Karriere anschließend auch aufgrund von Krankheiten zu stocken. Er konnte sich nicht mehr für Weltmeisterschaften qualifizieren, startete aber bei den Olympischen Spielen 2004 in Athen, um seinen Titel zu verteidigen. Im Halbfinale schied er als Vierter aus. Bei den Olympischen Spielen 2008 in Peking konnte er seinen Erfolg von Sydney aber wiederholen und gewann die Goldmedaille über 400 Meter Hürden.
Bei den Weltmeisterschaften 2007 in Osaka errang er im 400-Meter-Lauf die Bronzemedaille in 44,32 s. Bei den Weltmeisterschaften 2009 in Berlin gewann er für die USA erneut Gold im Staffelrennen. Damit gehörte er nunmehr zum vierten Mal der siegreichen 4-mal-400-Meter-Staffel der USA an.
2012 verpasste er bei den Olympischen Spielen 2012 in London mit der 4-mal-400-Meter-Staffel Olympiagold. Taylor hatte als Schlussläufer im Zielsprint mit Ramon Miller aus den Bahamas das Nachsehen und musste sich mit Silber begnügen.
Angelo Taylor hat bei einer Größe von 1,88 m ein Wettkampfgewicht von 77 kg.

### Persönliche Bestleistungen
- 200 m – 20,50 s (2008)
- 300 m – 32,67 s (2002)
- 400 m – 44,05 s (2007)
- 400 m Hürden – 47,25 s (2008)

## Sonstiges
2005 geriet er auf nichtsportliche Weise in die Schlagzeilen. In einem Prozess wegen sexuellen Missbrauchs von Jugendlichen bekannte er sich schuldig, zwei 15-jährige Mädchen verführt zu haben, und wurde Anfang 2006 zu drei Jahren auf Bewährung verurteilt.